# 热月政变
热月9日政变（法語：Coup d'État du 9 Thermidor），通称热月政变，即罗伯斯庇尔倒台（法語：Chute de Robespierre），是法国大革命期间热月党人反对罗伯斯庇尔领导下雅各宾专政的一次成功政变。雅各宾派政府倒台后，国民公会表决将罗伯斯庇尔等政府成员送上断头台，法国大革命中最激进的恐怖统治时期也随之告终。

## 詞源與定義
熱月政變是指法國共和曆共和二年熱月9日（1794年7月27日），羅伯斯比爾和其他革命激進份子在國民公會遭到熱月黨人協調一致的攻擊。熱月政變也用來指稱國民公會被督政府取代的這段期限；這名稱也有時被稱為熱月黨人的國民公會。熱月黨人的知名人士包括保羅·巴拉斯、让-朗贝尔·塔利安和約瑟夫·富歇。

## 背景
法國大革命期間，雅各賓派採取了一系列恐怖統治措施。
軍事上，1793年春，奧、西、荷、英、俄、普、撒丁王國、那不勒斯組成第一次反法同盟，竭力支持法國各地的王黨叛亂，顛覆革命政權，恢復法國君主專制制度。在內憂外患的嚴峻形勢下，國民公會發佈總動員令，挫敗反法同盟，並把他們趕出法國境內。軍事上的勝利，狠狠打擊了國內外反革命勢力，鞏固了政權。
經濟上，由雅各賓派控制的國民公會頒佈了三個土地法會，規定把逃亡貴族的土地分成小塊，用十年分期付款的辦法出售給農民；把幾百年來被地主奪去的村社公地按當地人口分給農民；無條件地廢除封建義務，燒毀全部封建地契和文據，對私藏者處以刑罰。
政治上，1793年9月17日頒佈了一項法令，命令各地方當局逮捕一切嫌疑分子，嚴厲鎮壓里昂、旺代等城市叛亂者，王后瑪麗·安托瓦內特被判死刑；在中央，主張溫和共和主義的吉倫特派遭到重創，136名吉倫特派黨徒被趕出國民公會，其中22名被送上斷頭台；同時，全國其他城市吉倫特黨人的領袖被處死刑和自殺的也很多，從肉體上消除政見不同者。異見人士受到致命打擊，鞏固了政權。史稱恐怖統治。
思想文化上，廢除天主教，改信“理性教”，教堂成了崇拜理性的俱樂部和廟宇，在巴黎聖母院廣場上，焚毀了祭壇和祈禱畫，巴黎主教哥伯戈貝爾和其他許多神父都同宗教斷絕關係，支持理性教；國民公會在1793年10月通過採用新曆法的法令，以共和國成立日為一年的元旦，新曆法沒有宗教日，借此削弱天主教势力；另外，在社會風俗、生活乃至服装方面都進行了革命，如用“公民”代替“先生”，取消假髮和過分華麗的衣装等。
熱月政變代表雅各賓專政恐怖統治最後痛苦。隨著讓-保爾·馬拉被暗殺（1793年7月13日），以及雅克-勒内·埃贝尔（1794年3月24日）、乔治·雅克·丹东和卡米耶·德穆兰（1794年4月5日）被處決後，羅伯斯庇爾成為法國大革命剩下的唯一強人。此時他唯一的真正的政治權力源自於巴黎的雅各賓俱樂部，然而雅各賓俱樂部已經从巴黎邊界溢出，進入全法國成為“人民大眾社會”。羅伯斯庇爾個人嚴密控制軍隊，他對軍事力量和銀行儲備不信任，反對的腐敗者。由于普遍對恐怖統治的反感，使他在熱月9日（7月27日）同巴黎市政府的領導人一同遭到逮捕。他的政敌會經常稱他為“暴君”或“怪物”，試圖用社會普遍大眾的觀點詆毀了他的名譽，以“法國大革命已經摧毀了法國人民繁榮的事實”为由对其提出指控。

## 政变团伙
参与政变团伙的人并非都与罗伯斯庇尔在意识形态上对立，許多背叛他的人是由于現實原因和個人因素，比如为了自保。乔治·雅克·丹东派倖存的安托萬·克里斯托夫·梅爾蘭，就想為乔治·雅克·丹东的死亡復仇，更重要的是，保護自己的頭顱，包括約瑟夫·富歇和皮埃尔-路易·邦塔博勒，筹划消滅羅伯斯比爾。左派反對羅伯斯比爾的理由是因他不夠激進而且拒絕了無神論。然而，熱月9日（7月27日）政變主要的煽動者，是山嶽派的陰謀由让-朗贝尔·塔利安和弗朗索瓦·路易·布尔东領導的，逐漸凝聚，並且在關鍵時刻終能操控山嶽派右翼代表支持他們。（羅伯斯比爾和安東萬·路易·德·聖茹斯特他們自己是山嶽派的。）如上所述，約瑟夫·富歇發揮了重要作用，為熱月9日政變事件的发起者。
最終，是羅伯斯比爾他自己將所有的敵人團結起來。在熱月8日（7月26日），他在國民公會發表講話，他抨擊敵人和陰謀者，有一些在有權力的委員會。由於他沒有說出“這些叛徒”的名字，所有公會的人有理由擔心，他們就是目標。後來，他進行拉攏雅各賓俱樂部，在那裡他譴責讓-馬里·科洛·代尔布瓦和雅克-尼古拉·俾约-瓦伦。這些人隨後與公會的其他成員，密謀一夜擬定了第二天的政變計劃。

## 政變過程

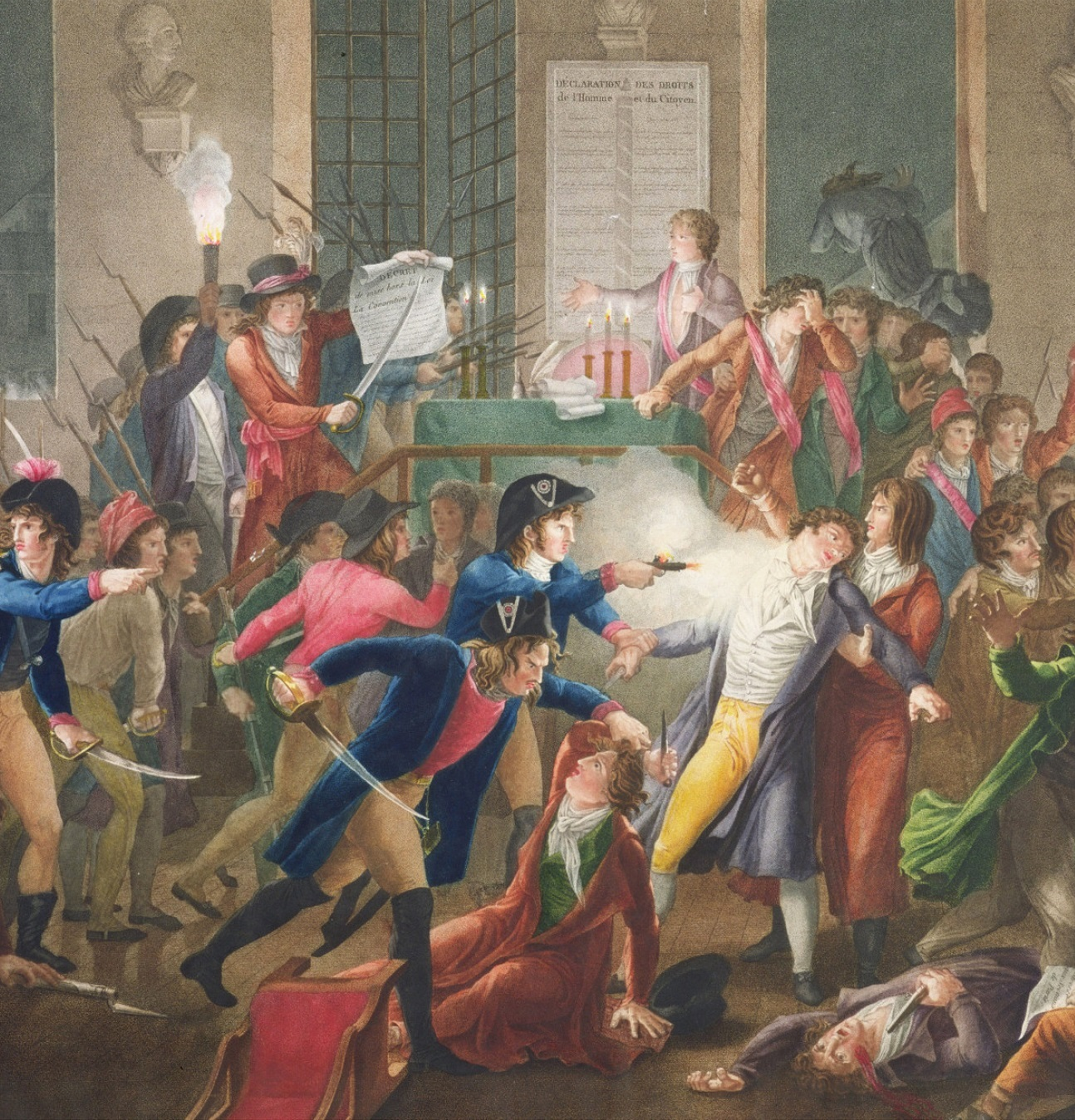
夏爾-安德烈·梅爾達在熱月9日晚上槍擊羅伯斯比爾

熱月9日（7月27日），在巴黎自由大廳，當安東萬·路易·德·聖茹斯特閱讀公共安全委員會的報告時，被前國民公會主席让-朗贝尔·塔利安打斷。他抨擊聖茹斯特，再接著譴責羅伯斯比爾的專制；這攻擊由也曾任國民公會主席的雅克-尼古拉·俾约-瓦伦接手。聖茹斯特一反常態地保持沉默，這使他受到摧毀性的言語攻擊，直到羅伯斯比爾跳出來為聖茹斯特和他本人辯護。群眾高呼「打倒暴君！逮捕他！」然後，羅伯斯比爾向右派的代表發出他的呼籲：“公正的代表，有榮譽的人，有賢德的人，給我發言機會，因為刺客不會。”然而，右派的代表不為所動，並作出逮捕羅伯斯庇爾和追隨者的決定。
巴黎公社的部隊趕來接收囚犯。公社部隊在让-巴蒂斯特·科菲纳尔將軍率領下，向國民公會行進。國民公會相對應派出自己的部隊，並由保羅·巴拉斯率領。當公社的部隊聽到這個消息後，命令開始產生分化，弗朗索瓦·昂里奥命令他的其餘部隊撤回到巴黎市政廳。羅伯斯比爾和他的支持者也聚集在市政廳。
國民公會宣稱他們是逃犯，這意味著可以在24小時內不經審判而處決。到了夜晚，市政廳的公社武裝部隊隊員漸漸散去，直到空無一人。國民公會部隊在巴拉斯率領下於7月28日凌晨2:00左右抵達市政廳。當他們來到時，羅伯斯比爾的弟弟奧古斯丁·羅伯斯比爾由窗口跳出試圖逃跑，但摔斷了腿而被抓獲。菲利普·弗朗索瓦·約瑟夫·勒巴自殺。喬治·庫東被發現腰部以下癱瘓的倒臥在樓梯的底部。羅伯斯比爾被槍擊中臉，他的下巴被打碎；另外還有兩處有爭議的傷口。有人指稱，因預期自己的失勢，羅伯斯比爾企圖自殺，維持一個英雄似的死亡，他打碎了自己的下巴。相反的觀點是，他是由公會部隊一個名叫夏爾-安德烈·梅爾達的近衛兵扣動扳機擊中的。聖茹斯特沒有嘗試自殺或隱藏。弗朗索瓦·昂里奥試圖在市政廳的院子裡躲藏，被摔出窗外跌入糞便堆和乾草中。公會的部隊發現了他並狠狠毆打，使他的眼球脫出眼眶外。

## 羅伯斯比爾及其盟友之死

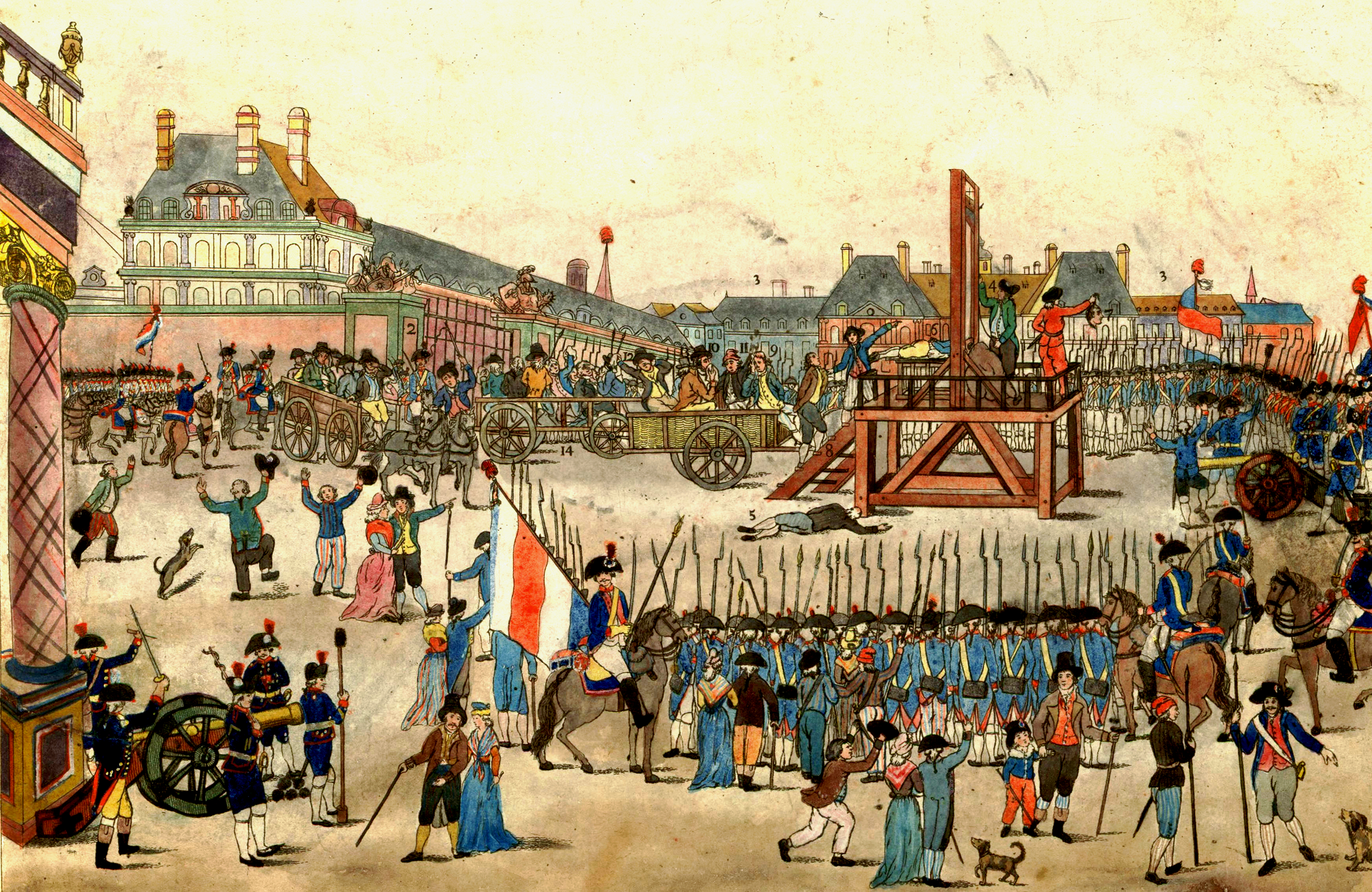
1794年7月28日，羅伯斯庇爾被處死標誌著第一次恐怖統治的結束。

羅伯斯比爾被宣布為逃犯，然後未經司法程序即宣判死刑。第二天，熱月10日（1794年7月28日），他與他的21位親信被處決，包括：
- 阿德里安-尼古拉·戈博（英語：Adrien-Nicolas Gobeau），前替補公訴人
- 安托萬·讓西（英語：Antoine Gency）
- 安托萬·西蒙，路易十七的獄卒
- 奥古斯丁·罗伯斯庇尔，馬克西米連·羅伯斯比爾之弟
- 夏爾-雅克·布貢（英語：Charles-Jacques Bougon）
- 克里斯托夫·科舍費（英語：Christophe Cochefer）
- 克勞德-弗朗索瓦·德·帕揚（英语：Claude-François de Payan）
- 德尼-艾蒂安·洛朗（英語：Denis-Étienne Laurent），市政官員
- 艾蒂安-尼古拉·介朗（英語：Étienne-Nicolas Guérin）
- 弗朗索瓦·昂里奥，前巴黎國民衛隊指揮官
- 讓-巴蒂斯特·德·拉瓦萊特（英语：Jean-Baptiste de Lavalette），前旅長
- 讓·巴納貝·達扎爾（英語：Jean-Barnabé Dhazard）
- 讓-巴蒂斯特·弗勒里奧-萊斯科（英语：Jean-Baptiste Fleuriot-Lescot），巴黎市長
- 讓-克洛德·貝爾納（英語：Jean-Claude Bernard）
- 讓-艾蒂安·福雷斯捷（英語：Jean-Etienne Forestier）
- 讓-馬里·克內（英語：Jean-Marie Quenet）
- 雅克-路易·弗雷德里克·武阿爾梅（英語：Jacques-Louis Frédéric Wouarmé）
- 喬治·庫東
- 安東萬·路易·德·聖茹斯特
- 尼古拉-約瑟夫·維維耶（英語：Nicolas-Joseph Vivier），革命法庭法官
- 勒內-弗朗索瓦·迪馬（英語：René-François Dumas），革命法庭前議長

## 後續
7月29日發生的事件是整場革命中的分水嶺。隨後的熱月政權受人民唾棄，面臨內憂外患，羅伯斯庇爾和他的盟友連同巴黎公社七十名成員相繼被處決，是有史以來巴黎發生過最大規模的處決。羅伯斯庇爾的死並沒有令群眾息怒，取而代之的是人們憤而譴責曾協助羅伯斯比爾鎮壓反革命活動的激進分子。第一次白色恐怖期間熱月黨透過招攬諸如紈袴子弟等極端組織武力鎮壓無套褲漢。通常，這些成員屠殺的目標是監獄的囚犯或未經法定程序審判的嫌疑犯。與此同時，其經濟政策使通貨膨脹更為嚴重。最終導致在1795年11月將權力移交予督政府五人。
熱月政權的權力核心排除了山嶽派以及羅伯斯比爾和聖茹斯特的支持者。而由熱月黨引致的第一次白色恐怖造成無數的監禁和數百人被處決，幾乎清除了所有左派。這些數字，比先前雅各賓專政恐怖統治造成超過40,000人處決的規模顯然小得多。但多數處決都是未經審判的。

## 熱月政權
7月29日（熱月9日）的勝利者判決巴黎公社七十成員的死刑；此後公社隸屬於國民公會。

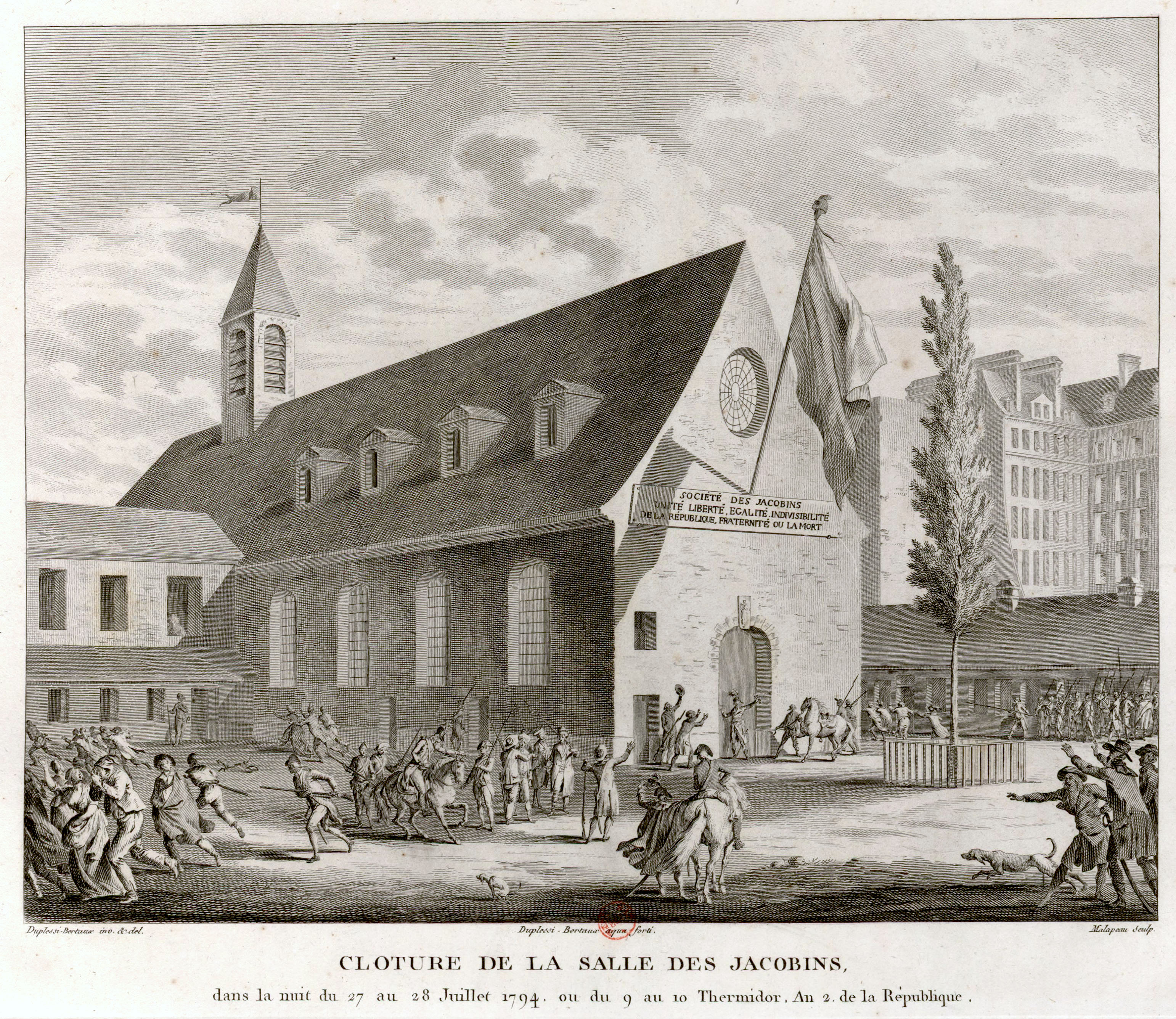
1794年7月27–28日夜晚封閉雅各賓俱樂部。

作為法蘭西政壇重組的一部分，恐怖統治的策畫執行者被傳喚捍衛他們自己的記錄：有的如让-朗贝尔·塔利安、保羅·巴拉斯、約瑟夫·富歇和路易-馬里·斯坦尼斯拉斯·弗雷龍再加入為領導人員。其他如雅克-尼古拉·俾约-瓦伦、讓-馬里·科洛·代尔布瓦和被捕獲的貝特朗·巴雷爾及 馬克·紀堯姆·亞歷克西-瓦迪耶被判處南美流放。許多雅各賓俱樂部被關閉。崇拜自由首先給旺代以後擴展到所有的法蘭西。1794年12月24日，廢除對商品價格和工資控制的全面限價法令。政府發行更多的指券，益發推動通貨膨脹的趨勢。
1795年4月和5月激進分子支持的抗議和騷亂，在5月20日造反暴徒侵入國民公會達到最高潮。5月22日公會反擊，讓-夏爾·皮什格魯的部隊包圍聖安東尼郊區並迫使武裝叛亂分子投降。在1795年5月和6月，「第一次白色恐怖」白熱化，其中雅各賓是受害者而法官是資產階級的“溫和派”。整個法蘭西這個政變是1792年九月屠殺的翻版，但是這一次的受害者是被關押的恐怖統治官員。在巴黎，保皇黨人觀點是公開容許的。
與此同時，法蘭西軍隊佔領了尼德蘭七省共和國，建立了巴達維亞共和國，佔領了萊茵河左岸並迫使西班牙波旁王朝，普魯士王國和幾個日耳曼公國求和，增強了國民公會的威信。新憲法稱為共和三年宪法被制定了，限縮了一些法蘭西1793年憲法的民主元素，建立一個選舉人團的官員選舉，一個兩院制的立法機構和其他規定旨在保護目前擁有的權力。10月5日（葡月13日反叛），由保皇黨人領導的叛亂挑戰國民公會。年輕的將軍拿破崙波拿巴鎮壓平定。10月25日的國民公會宣布自己解散，在11月2日由督政府接替。

## 其他的“熱月政變”
對於革命運動的歷史學家，“熱月”術語已經意味著革命階段時的權力，從原來激進的革命政權領袖手中被更保守甚至反动的政權所取代。在这种情况下，政治鐘擺可能回擺向類似未革命前的狀態。托洛茨基在他的著作《被背叛的革命》中，稱斯大林興起奪得權力是“蘇聯的熱月”。

## 延伸閱讀
- Bienvenu, Richard, ed. The ninth of Thermidor: the fall of Robespierre (Oxford University Press, 1968)
- Brown, Howard G. "Robespierre's Tail: The Possibilities of Justice after the Terror." Canadian Journal of History (2010) 45#3 online （页面存档备份，存于）
- Cobban, Alfred. "The Fundamental Ideas of Robespierre," English Historical Review Vol. 63, No. 246 (January 1948), pp. 29–51 JSTOR （页面存档备份，存于）
- Cobban, Alfred. "The Political Ideas of Maximilien Robespierre during the Period of the Convention," English Historical Review Vol. 61, No. 239 (January 1946), pp. 45–80 in JSTOR （页面存档备份，存于）
- Durant Will and Ariel Durant. The Age of Napoleon, New York:Simon & Schuster (1975) outdated popular history
- Hibbert, Christopher Paris in the Terror New York: Dorset Press (1981).
- Linton, Marisa. "Robespierre and the Terror", History Today, August 2006, Volume 56, Issue 8, pp. 23–29 online
- Linton, Marisa,  Choosing Terror: Virtue, Friendship and Authenticity in the French Revolution (Oxford University Press, 2013).
- McPhee, Peter. . Yale University Press. 2012  [2016-05-27]. ISBN 0300118112. （原始内容存档于2021-04-22）.; scholarly biography
- Neely, Sylvia. A Concise History of the French Revolution (2008)
- Palmer, R. R. . Princeton University Press. 1941. ISBN 0-691-05119-4. A study of theCommittee of Public Safety.
- 乔治·鲁德. . New York: Viking Press. 1976. ISBN 0-670-60128-4. A Marxist political portrait of Robespierre, examining his changing image among historians and the different aspects of Robespierre as an 'ideologue', as a political democrat, as a social democrat, as a practitioner of revolution, as a politician and as a popular leader/leader of revolution, it also touches on his legacy for the future revolutionary leadersVladimir LeninandMao Zedong.
- Schama, Simon. . New York: Alfred A. Knopf. 1989. ISBN 0-394-55948-7. A revisionist account.
- Scurr, Ruth. Fatal Purity: Robespierre and the French Revolution. London: Metropolitan Books, 2006 (ISBN 0-8050-7987-4).
- Shulim, Joseph I. "Robespierre and the French Revolution," American Historical Review (1977) 82#1 pp. 20–38 in JSTOR （页面存档备份，存于）
- Soboul, Albert. "Robespierre and the Popular Movement of 1793–4", Past and Present, No. 5. (May, 1954), pp. 54–70. in JSTOR （页面存档备份，存于）
- Sutherland, D.M.G. The French Revolution and Empire: The Quest for a Civic Order (2003)
- Thompson, James M. . Oxford: Blackwell Publishers. 1988. ISBN 0-631-15504-X. Traditional biography with extensive and reliable research.

法文著作
- Bouloiseau Marc, La republiqueJacobin(10 août 1792 - 9 thermidor an II). Paris. (1972)
- Brunel Françoise, Thermidor, la chute de Robespierre, Ed. Complexe (1989).
- Domecq Jean Philippe, Robespierre, derniers temps, Seuil (1984).
- Frère Jean-Claude, Robespierre, la victoire ou la mort, Flammarion (1983).
- Madelin Louis, Fouché, de la Révolution à l'Empire, tome 1, Nouveau Monde Editions, Reedition (2002)
- Mathiez Albert, Autour de Robespierre, Payot.
- Mathiez Albert, Robespierre terroriste, (1921).
- Mathiez Albert, Etudes sur Robespierre, S.E.R.(1927).
- Robespierre Maximilien, Discours et rapports à la Convention, Ed. 10/18 (1965).
- Robespierre Maximilien, Textes choisis, Ed. Sociales (1973).
- Sollet Bertrand, Robespierre, Messidor (1988).